# Jacques Leblanc (acteur)
 (janvier 2023).
Pour les articles homonymes, voir Leblanc et Jacques Leblanc.
Jacques Leblanc est un comédien et metteur en scène québécois né en 1958 à Trois-Rivières dans la région de la Mauricie au Québec. Il a été de 2004 à 2016 directeur artistique du Théâtre de la Bordée, puis directeur au Conservatoire d'art dramatique de Québec de 2016 à 2021. Il fut directeur général et artistique de l'organisme Diffusion culturelle de Lévis, qui gère la salle de spectacle L'Anglicane et le Centre d'exposition Louise-Carrier.

## Biographie
Formé en violon au Conservatoire de musique de Trois-Rivières, il est diplômé du Conservatoire d'art dramatique de Québec en 1981. 
En tant que comédien, il a joué sur de nombreuses scènes à Québec de même que dans l'ensemble du Québec. On l’a vu au Trident, à la Bordée, au Théâtre du Bois de Coulonge, au Théâtre Repère, au Théâtre du Nouveau Monde, au Théâtre d’Aujourd’hui, au Théâtre du Rideau Vert, au Théâtre Denise-Pelletier, au Centre national des arts d’Ottawa. Il a fait de nombreuses tournées qui l’ont mené partout au Québec et en France.
Il a joué sous la direction de nombreux metteurs en scène dont Robert Lepage, Serge Denoncourt, Jean-Pierre Ronfard, Lorraine Côté, Patric Saucier, Claude Poissant, Lorraine Pintal, Michel Nadeau, Gill Champagne, Bertrand Alain, Guillermo de Andrea.
Depuis janvier 2000, il se spécialise dans la mise en scène d’opéra. Il enseigne le jeu aux apprentis chanteurs à la Faculté de musique de l’Université Laval et est responsable et metteur en scène à l’atelier d’opéra de cette institution.
De 2021 à 2025, il est directeur général de l'Anglicane de Lévis,.

## Filmographie
- 1985-1988 Le Village de Nathalie: M. Arrêt-Stop
- 1986-1996 Avec un grand A:  Françoise et Pierre et Céline: Mathieu (1990)
- 1986-1996 Avec un grand A: Missionnaires du Sida: Florian (1994)
- 1989-1995 Sur la rue tabaga: M. Gazou
- 1992 Coyote: Policier du Bar Fly
- 1996: Omertà, la loi du silence: Faux policier (S1E4)
- 2005: Les États-Unis d'Albert: Mr Jackson
- 2018- File d'attente: Dr. Cadillon
- 2021: Candidat vedette: François Dupuis

## Nominations et récompenses
- 2009 : Prix de la meilleure mise en scène pour la pièce Le Menteur de Pierre Corneille
- 2006 : Prix Paul-Hébert du premier rôle pour Estragon dans En attendant Godot de Samuel Beckett
- 2003 : Prix d'excellence des Arts et de la Culture dans la catégorie Prix de la meilleure mise en scène de la Fondation du Théâtre du Trident pour Hansel et Gretel à l’Opéra de Québec[6]
- 2002 : Prix Paul-Hébert du premier rôle pour Donnie dans High Life de Lee McDougall
- 1994 : Prix Paul-Hébert du premier rôle pour Mosca dans Volpone de Ben Jonson
- 1992 : Prix Paul-Hébert du premier rôle pour Scapin dans Les Fourberies de Scapin de Molière
- 1988 : Prix Janine-Angers du rôle de soutien pour le maître à danser dans Le Bourgeois gentilhomme de Molière